# 대한민국의 청소년의회
청소년의회(靑少年議會)는 대한민국 청소년으로 모집한 선거인단이 선출한 청소년 의원으로 구성된 모의 의회를 이른다.
대한민국에서는 어린이의회는 대한민국 국회 소속의 대한민국어린이국회를 비롯하여 여러 지방의회에 있지만 모두 민간단체가 주도하는 모의의회 형식으로서, 실질적으로 국가기관이 맡는 역할은 할 수 없다. 현재 대한민국에는 비영리 민간단체로 등록된 청소년의회가 있다.
2000년경 들어 서울특별시, 광주광역시와 같은 지방자치단체에서 지방의회 산하에 청소년 의회를 시험적으로 운영한 것이 대한민국 최초의 청소년 의정활동이다.
이 글에서는 가장 오래 운영된 여성가족부 소속 법인 한국청소년단체협의회에서 운영하는 의회 조직인 한국청소년단체협의회 청소년회의와 청소년 의회 가운데 가장 높은 투표 인원을 기록한 대한민국청소년의회를 다루기로 한다.

## 한국청소년단체협의회 청소년회의
한국청소년단체협의회 청소년회의는 여성가족부 소속 법인인 한국청소년단체협의회가 주최하는 회의체로서 총 구성인원은 50명 내외다. 선발방식은 회원단체 및 기타 청소년자치위원회 임원 등 청소년위원이나 각 대학 청소년(지도)학과 재학생 및 일반청소년 중에서 뛰어난 청소년을 선발해 위원으로 삼는다. 의장과 부의장 등 의장단은 위원의 호선으로 선발한다.

## 대한민국청소년의회
대한민국청소년의회는 2003년 출범하고 2010년 비영리법인(비영리민간단체)으로 등록된 단체로서, 2003년 유니세프한국위원회, 민주화운동기념사업회, 전국사회교과모임, 정의교육시민연합, 흥사단 교육운동본부가 주관단체로서 연합하여 출범시키고 1대 사무처를 정의교육시민연합이 맡았기에 정의교육시민연합의 청소년의회라고도 불렸다. 하지만 주관단체의 대한민국청소년의회 내부 간섭이 심해지자 제4대 대한민국청소년의회는 주관단체와 결별을 선언하였다. 현재는 2010년 2월 제12회 임시회의 시점부터 의원들이 자체적으로 사무처를 구성하였다. 현재 단체 등록 명칭은 공히 대한민국청소년의회로서 과거 의원들이 구성한 사무처(성인)으로 구성되어 주관단체에서 독립된 하나의 법인단체로 활동하고 있다.

### 목적
대한민국청소년의회는 사회적 의사결정구조의 사각지대에 있는 선거권이 없는 19세 이하 청소년들이 자신들의 목소리를 당당하게 드러낼 수 있게 함으로써, 청소년들의 존재를 상기시키고 이들의 목소리가 사회에 전파될 수 있도록 하고 청소년의 의견이 주장에 그치지 않고 정책에 반영될 수 있도록 다양한 활동들을 전개함으로써 건강한 민주시민으로 성장할 수 있는 계기를 마련하고 나아가 청소년의 삶의 질을 제고하며 청소년 인권 침해 상황에 대하여 스스로 진단하고 해결책을 내놓게 하여 청소년들이 자신들의 인권을 스스로 보호할 수 있게 함과 동시에 주체적 문제해결능력을 신장할 수 있도록 하면서 이러한 과정을 통해 또래 지도자 양성과 건강한 또래문화를 형성하는 데 기여하고, 전자민주주의의 실험을 통해 디지털 시대에 맞는 청소년의 민주적 참여 의식 고양이라는 목적을 가지고 설립되었다.

### 선거
과거 5개 단체가 운영하였던 청소년의회는 대한민국 국민 중 만14 ~ 18세의 국민이라면 선거권과 피선거권을 가졌다. 이때의 대한민국청소년의회의 정원은 총 100명이었다.
현재 대한민국청소년의회는 대한민국 국민 중 만13 ~ 18세의 국민이라면 선거권과 피선거권을 가진다. 2018년 기준으로 대한민국청소년의회는 제 10대 청소년의원 200여 명이 활동 중이다.

#### 선거연혁
- 1대 선거 : 2003년 5월 31일
- 2대 선거 : 2005년 5월 31일
- 2대 보궐선거 : 2006년 6월 30일
- 3대 선거 : 2007년 5월 31일
- 4대 선거 : 2009년 5월 31일
- 4대 보궐선거 : 2010년 7월 1일

#### 역대 의장단
- 6대 의장단: 의장 이광주 / 부의장 진효은 이서영
- 7대 의장단: 의장 유지연 / 부의장 오병주 김동민
- 8대 의장단: 의장 한병현 / 부의장 장무영 윤서원
- 9대 의장단: 의장 박시일 / 부의장 신민기 이민서
- 10대 의장단: 의장 윤시원 / 부의장 노서진 조현서[1]
- 11대 의장단: 의장 김재영 / 부의장 황소민 김보민
- 12대 의장단: 의장 신사빈 / 부의장 이정민 박혜빈

### 주요 활동 및 활동의 수준과 권한
과거의 청소년의회는 5개 단체가 교육을 목적으로 시행하였었으며 다른 단체에서 설립한 청소년 의회와 마찬가지로 법률상 근거가 없는 모의 의회로 시작되었다. 국회 사무처, 중앙선거관리위원회가 회의장소를 협찬하며 한국사회과교육학회, EBS, 전국교직원노동조합, 한국교원단체총연합회 등이 후원하였다.
대한민국청소년의회는 법인 등록을 마쳐 법적으로 존재하는 단체이다. 상임위원회 활동과 본회의 활동을 통해 청소년과 관련된 정책에 대해 정책적 사항을 권고할 수 있다.

#### 입법 청원
입법청원은 국회의원 1인이상의 동의를 얻어 국회에 법률의 제개정에 대하여 청원을 하는 것이다. 대한민국청소년의회는 2004년부터 입법청원 활동도 시작할 것을 결정한 뒤로 총 6번의 입법청원을 접수하였으며, 1건의 법률 개정 성과를 거두었다.

##### 1대
2004년 1월27일   초.중등교육법개정   김관태  황우여의원외1인 교육위원회  → 

##### 2대
2007년 2월15일   교육기본법 개정  조지연외 860인   최순영의원 교육위원회  →  - 간접적으로 반영
 2007년 2월15일   교육기본법 개정  조지연외 730인   안민석의원외3인 교육위원회  →  - 간접적으로 반영

##### 3대
2009년 2월05일   근로기준법 개정  최윤정외 20인   홍희덕의원 환경노동위원회  → 
 2009년 2월05일   민법 개정  최윤정외 20인   우윤근의원 법제사법위원회  →  - 직접적으로 반영

##### 4대
2009년 11월13일   선거권 연령 조정  홍지현외 1인  . 홍희덕의원외 6인 정치개혁특별위원회  → 

##### 성과
2007년12월14일에 통과된 초·중등교육법 일부개정(법률 제8675호)으로  2대 의회에서 제출된 2개의 교육기본법 개정안이 간접적으로 반영되는 성과를 거두었다.  또한 2011년 3월 7일 통과된 민법 일부개정(법률 제10429호)으로  3대 의회에서 제출된 민법개정안이 직접적으로 반영되는 성과를 거두었다.

#### 기타 활동
대한민국청소년의회는 2003년 99명의 1대 의원을 선출한 이후 2018년까지 총 16번의 정기회의와 총21번의 임시회의를 진행했으며 국가청소년위원회를 비롯한 다른 청소년 및 인권단체와 연계해 청소년 인권실태 파악에 나서거나,  18세 선거권등 여러 가지 법률에 대해서 입법청원을 하고, 전국청소년주장발표대회를 주최하거나, 청소년 관련 집회에 참여하는 등,의 활동을 해왔다.
2018년 현재 10대 의원이 활동 중이다.

### 각종 의혹과 정통성에 관한 문제
청소년의회 의원 들은 물론 과거 주최 단체는 비도덕한 선거 참여와 법제화 미추진 의혹 그리고 소감문 발표를 통한 수행평가 의혹과 낮은 득표율을 기록한 바 있다. 이에 많은 청소년들 뿐만 아니라 대한민국 국회와 같은 기관을 포함해 대내외적으로 지속적인 대표성 의혹을 받고 있는 중이다.

### 일방적 후보 자격 박탈 및 게시물 삭제와 이에 대한 시위
초대 선거를 진행했던 청소년의회 준비위원회는 서울지역 후보 이계덕이 선거과정상 문제점을 지적한 기사에 대해 후보 자격 박탈 및 접속 차단으로 대응해 문제가 불거졌다. 그 뒤에도, 회의적이거나 비판적인 게시물을 통보도 없이 삭제하여 청소년들로부터 지탄을 받았으며, 청소년의회 참여가 대학입시에 도움이 되기를 바란다는 게시물을 올렸다. 뿐만 아니라 전국사회교사모임홈페이지에 공공연히 청소년 의회가 교사 자신들의 교권 신장에 도움이 된다는 공문을 각급 학교에 뿌려 문제가 되었다. 이에 대한민국 청소년 의회의 연고주의의 의한 불공정 선거와 시스템 조작 그리고 명예훼손 해결을 위한 청소년 대책 위원회가 구성되었다. 위원회는 2003년 6월 6일 제1대 청소년의회가 출범하는 중앙선거관리위원회 선거연수원(서울특별시 종로구 종로4가) 앞에서 항의시위를 벌인 바 있다. 이 시위에서는 선거의 4대 원칙 무시한 선거 즉각 철회하라라는 구호와 함께 학연을 부추긴 전국 사회 교사 모임은 의회에서 손떼라, 증거 조작 거짓사실 유포로 명예훼손을 한 준비위원회는 해명하고 사과하라, 준비위 비판에 대한 과잉대응-사회교사의 의해 정학 당한 학생의 한을 풀자, 청소년을 이용하려는 어용 단체 청소년은 반대한다 등의 다양한 주장이 발표된 바 있다.

### 법제화 미추진
2003년 6월 7일 중앙선거관리위원회 선거연수원에서 출범한 제1대 청소년의회의 경우 주관단체가 청소년의회의 법제화를 적극추진 하였다. 그 근거로 프랑스, 독일, 동티모르, 필리핀, 알바니아, 태국, 요르단, 그루지아 등에서 운영되는 청소년 의회나 어린이 의회와 대한민국 청소년헌장, 유엔아동권리협약 12조 등을 제시해 대한민국청소년의회를 구성한다 하였다는 것에 잘 드러났다. 그러나 제2대 때 주관단체가 입장을 선회해 시민단체가 계속 운영하는 것이 좋겠다는 견해로 바뀌었다. 이에 대해 당시 많은 의원들의 큰 반발이 있었다.

### 강제 수행평가 의혹
주최 단체 측에서 청소년의회 선거 참여와 영향력 행사를 위해 수행평가를 적극 이용한 의혹이 있다. 그 증거가 제1대 때부터 제2대 때까지 광범위하게 존재한다. 투표 당시 "수행평가로 투표를 하는 게 말이 되느냐"며 "수행평가의 힘, 학연의 힘으로 뽑힌 청소년의회 의원을 어떻게 신뢰할 수 있겠냐"는 지속적인 항의가 있었다. 특히 지난 1대 의원 선거에서는 후보가 같은 반 친구들을 동원해 자신에게 투표하도록 하는가 하면, 자신이 타인의 개인정보를 도용해 아이디를 만든 뒤 자신에게 투표를 한 것이 알려져 논란이 됐었다. 그러나 주최단체에서는 투표를 하도록 하는 수행평가는 사회교사의 의무이며, 그 근본 목적이 사회 참여 증진, 민주주의 실현 증진, 청소년의회 활성화 등에 있다고 판단돼 문제시 하지 않겠다는 망언을 하여 비판을 받았다.

### 의장 선출과 의원 제명 논란
제4대 의장 선거 당시, 의결 정족수가 채워지지 않은 상황에서 의장을 선출해 불법을 저질러 논란을 만든 바 있다. 이는 의회규정을 정면으로 위반한 것이지만 그 하위규정인 선거관리규정에 의거 묵인되었으나 불법 동료 의원 제명 행위로 인해 불법 의장단이라는 오명은 그대로 유지되었다. 
처음 이러한 불법 행위가 발생된 정기회의 당시, 의결 정족수 문제로 인해 한시적인 의장직이라고 이야기하였고 다음 정기회의 때까지 의장직을 유지하도록 한 일종의 임시의장으로 칭하였다. 그러나 그 해당 정기회의 때도 정족수가 채워지지 않자 의장단과 윤리특별위원회는 의장단을 재신임하기 위한 비도덕적 정족수 채우기를 단행하였다. 이를 통해 정족수를 채우기 위한 하한선을 맞추기 위해 의원 17명을 제명하기로 결정해 각각의 상임위원회에 각각 의원 제명 대상자를 보고하도록 하였다. 그 후 각 상임위원회에서 보고된 자 중 17명을 제명처리하여 의장 신임을 위한 정족수를 맞추고 의장단을 재신임하는 데 성공하였다. 의장단과 사무처 측에서는 제명된 17명이 주로 활동하지 않은 청소년이며 합법적으로 제명했다고 강변한 바 있다. 그러나 1주일 전에 재보궐 선거가 시행돼 새로 의원을 선출한 바 있고 17명의 의원을 제명할 충분한 명분이 부족해 많은 청소년 단체에서 지속적으로 비난하고 있다. 또한 국제협력상임위의 경우 상임위원장이 제출한 명단과는 다른 상임위원이 제명됨에 따라 국제협력상임위원장이 항의하며 회의실 문을 박차고 나가는 일이 벌어지기도 했다. 이와는 별도로 몇몇 소속 의원들이 비도덕적 동료 의원 제명에 대해 적극적으로 반발하고 있다.

## 통일시대청소년연합의 청소년의회
통일시대청소년연합의 청소년의회는 2006년 단체 설립과 함께 설치된 기구로서 청소년들의 지속적인 참여를 유도하기 위해 설치되었다.

## 과거에 존재했던 청소년의회

### 한국그린넷청소년연맹의 청소년의회
한국그린넷청소년연맹의 청소년의회는 2002년 전국적인 청소년의회 조직 중 처음 결성된 조직으로서 본래 2002년 12명의 인원으로 창설되었으나 2003년 4월 20일 11시 30분 서울시청 앞 광장 제33회 지구의 날 기념 행사장 중앙무대에서 지구청소년공화국 제2대 대통령선거 후보자선거를 치른 후 청소년의회의 대대적인 확대 요구가 제기되어 제2대 선거부터 50명 이상의 의석을 배정하기로 하였다.

#### 선거
대한민국의 6세 이상 24세 이하의 1,200만 명 어린이와 청소년 모두에게 선거권과 피선거권이 주어졌다. 투표는 5월 11일부터 5월 31일까지 그린넷 홈페이지에서 인터넷투표로 실시하였다. 특히 제2대 의원 선거는 2002년 12명에 한정되었던 의석이 50명으로 늘어났고 청소년들의 정치참여 욕구로 인해 극심한 경쟁률 속에 선거가 진행되었다. 투표 결과는 실시간으로 공개되었다. 최종적으로 전용훈 선거관리위원장(성보중학교 교사)이 50만 명 이상의 청소년이 투표하였다고 발표한 것으로 제2대 청소년의회 의원선거가 끝났다.

##### 선거 연혁
- 1대 선거 : 2002년 5월 31일
- 2대 선거 : 2003년 5월 11일 ~ 5월 31일
- 3대 선거 : 2004년 5월 11일 ~ 5월 31일

#### 운영
2003년 6월 18일 오후 3시에 국회 의원회관에서 출범한 제2대 청소년의회는 청와대, 국무총리실, 국회, 법원 등을 방문 견학하는 것으로 활동을 시작하였다. 청소년의회 의장으로는 조관우(당시 강서고등학교 2학년)가 당선되어 청소년의회를 대표해 활동하였다. 청소년의회는 청소년 국무회의를 월 1회 운영하고 본회의를 매년 2회 개최하였다.

### 아이두의 청소년의회
아이두에서 운영하였던 청소년의회는 2003년 공상아이두라는 부제를 가지고 만들어진 일종의 청소년 대의기구다. 아이두의 청소년의회는 청소년이 직접 정당을 만들고 정책을 발현한다.